# Han B. Aalberse
Han B. Aalberse ps. „Johannes van Keulen” (ur. 20 grudnia 1917 w Bruinisse, zm. 12 stycznia 1983 tamże) – holenderski wydawca, pisarz i tłumacz.

## Życie i twórczość
Jego najważniejszym dziełem jest 4-tomowy cykl powieściowy De liefde van Bob en Daphne, tworzony w latach 1955–1968. Ze względów obyczajowych sąd holenderski nakazał konfiskatę całego nakładu (wyeksponowany motyw Lolity). Był także tłumaczem dzieł Williama Faulknera.

### Ważniejsze utwory (jako Han B. Aalberse)
- 1955 – De liefde van Bob en Daphne cz. I
- 1957 – De liefde van Bob en Daphne cz. II
- 1959 – De liefde van Bob en Daphne cz. III – Liesbeth en de wereld van Bob en Daphne
- 1968 – De liefde van Bob en Daphne cz. IV – Lucie, Liesbeth en Daphne
- 1970 – Chico
- 1972 – Raimundo
- 1976 – Dolores
- 1978 – De vurige liefde van Inez
- 1981 – Bob & Daphne: Een prille liefde (oryginalny tytuł: De liefde van Bob en Daphne; cz. 1)
- 1982 – De liefde van Bob & Daphne: Ontluikende driften (oryginalny tytuł: De liefde van Bob en Daphne; cz. 2)
- 1983 – Liesbeth en de wereld van Bob en Daphne
- 1984 (pośmiertnie) – De wereld van Bob & Daphne: Erotische avonturen (oryginalny tytuł: Lucie, Liesbeth en Daphne)

### Ważniejsze utwory (jako Johannes van Keulen)
- 1949 – „Meisjes vragen...!” Een boek voor meisjes
- 1950
  - „Jongens vragen...!” Een boek voor jongens van 16 jaar en ouder
  - „Angelina de bloem”: Roman voor oudere meisjes
- 1951 – „In de wachtkamer van het huwelijk”: Een boek over het sexuele leven en de verloving, voor jonge mensen van omstreeks 20 jaar en ouder
- 1952 – „Jan Poortman”
- 1953 – „Sexuele opvoeding”
- 1958 – „Kinderen vragen”